# Kisköre
Kisköre là một thành phố thuộc hạt Heves, Hungary. Thành phố này có diện tích 68,42 km², dân số năm 2010 là 2818 người, mật độ 41 người/km².